# Pedro Alexandrino de Oliveira Filho
Pedro Alexandrino de Oliveira Filho (Belo Horizonte, 19 de março de 1947 — Xambioá, 4 de agosto de 1974) foi um bancário e guerrilheiro brasileiro. Militante do Partido Comunista do Brasil. "Peri", como era conhecido pelos seus amigos, foi visto pela última vez em 25 de dezembro de 1969, em Belo Horizonte, mas manteve, mesmo que raro, contato com família após a data. É considerado desaparecido político por seus restos mortais não terem sido entregues para seus familiares, impedindo a realização de um sepultamento, sendo assim, está entre os mortos e desaparecidos durante a ditadura militar no País, e é um dos casos investigados pela Comissão da Verdade, que apura mortes e desaparecimentos na ditadura militar brasileira.
Como homenagem a “Perí”, Belo Horizonte e Campinas colocaram “Pedro Alexandrino de Oliveira Filho” como nome de ruas. Em Belo Horizonte, a rua se encontra no bairro Braúnas. Já em Campinas, na Vila Esperança.

## Vida
Filho de Pedro Alexandrino de Oliveira e Diana Piló de Oliveira, Pedro Alexandrino de Oliveira Filho nasceu na capital mineira, onde estudou nos colégios Monte Calvário e Anchieta. Não se sabe ao certo em qual colégio "Perí" curso durante o primário e secundário. Conforme o Documentando Ditadura, Pedro Alexandrino de Oliveira Filho fez no Colégio Monte Calvário o primário e o ginasial; no Colégio Anchieta, o científico. Já a Comissão da Verdade afirma que o primeiro e segundo grau foram feitos no Colégio Anchieta.
Pedro Alexandrino de Oliveira Filho era uma pessoa tranquila, amorosa e alegre. Era o único filho homem da família e contava com três irmãs: Ângela, Elina Maria e Diana, com as quais tinha muito carinho. Gostava e cantava muito bem, fazia serenatas com amigos e para as irmãs, sendo "Perfídia" e "Relógio" as favoritas para "Perí" e as mais marcantes para Eliana.
Em 1962, quando tinha 15 anos de idade, começou a trabalhar no Banco do Estado de Minas Gerais. Cinco anos depois, foi transferido para São Paulo, onde terminou de estudar. Já na universidade, Pedro Alexandrino participou do movimento estudantil na capital paulista. Voltou para Belo Horizonte em 1969, já procurado pelo regime.

## Prisão e desaparecimento
Há informações divergentes sobre o desaparecimento de Pedro Alexandrino de Oliveira Filho. Conforme o documento entregue à Comissão Especial do Ministério da Justiça, elaborado por Diana Piló de Oliveira, mãe do desaparecido, “Peri” voltou a Belo Horizonte em 1969, já sendo procurado pelo regime. Em novembro do mesmo ano, foi detido pelo DOPS e submetido a diferentes formas de torturas, algumas sendo choques elétricos, simulação de enforcamento, palmatória e pau-de-arara, durante cinco dias. Mais tarde, Pedro Alexandrino foi solto por falta de provas e ficou surdo de um ouvido, o outro estava em um estado deplorável. Do dia 25 de dezembro de 1969, data comemorativa do Natal, “Perí” desapareceu de forma inquietante da residência de sua irmã, onde foi morar por se sentir perseguido e ameaçado, localizada na Avenida Francisco Sá 335, em Belo Horizonte.
Entretanto, de acordo com a Comissão da Verdade do Estado de São Paulo, Pedro Alexandrino passou o Natal de 1969 com sua família na casa de seus avós. Ainda no mês de dezembro, no bairro Gutierrez, situado em Belo Horizonte, “Perí” foi preso. Ainda dentro da residência, levou coronhadas em seu corpo, foi obrigado a ficar nu e ser espancada na frente de suas sobrinhas, que na época tinham 3 e 4 anos de idade. Transportado para o DOPS/MG, lá foi torturado com choques elétricos, simulação de enforcamento e outros. Após ser liberado, ficou surdo de um ouvido e mudou-se para uma região próxima ao rio Araguaia, no sudeste do Pará. Ao se deslocar para lá, residiu na região do rio Gameleira. A região era ocupada pela Guerrilha do Araguaia, na década de 70, que foi um movimento guerrilheiro organizado pelo Partido Comunista do Brasil (PCdoB).

## Luta em Araguaia
A casa de Diana Piló de Oliveira, após o acontecimento, era invadida com frequência por policiais, que procuravam saber o paradeiro de “Perí”, que já era desconhecido pela família. Diana Piló decidiu mudar-se para o Rio de Janeiro, na tentativa de descobrir onde estava seu filho. Buscou o casal Edgar e Cirene, atualmente falecidos, que também estavam procurando o paradeiro de dois filhos (Telma Regina Cordeiro Corrêa e Elmo Corrêa) e uma nora (Maria Célia Corrêa), igualmente desaparecidos na Guerrilha de Araguaia. Entraram em contato com entidades direitos humanos de diferentes lugares, como São Paulo, Genebra e Rio de Janeiro, falando com a Comissão da Justiça e Paz do Rio de Janeiro, Grupos Tortura Nunca Mais do Rio de Janeiro, Minas Gerais, Goiás e São Paulo e com o Instituto Médico Legal de Minas Gerais.
A família descobriu que “Perí” tinha uma namorada, Luisa Augusta Garlipe, conhecida também como “Tuca”, enfermeira do Hospital das Clínicas de São Paulo, também desaparecida em junho de 1974, e ambos haviam ido para o Pará lutar na Guerrilha do Araguaia.
Ocupando o percurso do rio Araguaia e fundada pelo Partido Comunista do Brasil (PCdoB), o movimento guerrilheiro baseado na região amazônica brasileira, conhecido por Guerrilha do Araguaia, tinha como objetivo fomentar a revolução socialista, com base nas experiências vitoriosas da Revolução Chinesa e Cubana. O nome vem do fato da base estar às margens do rio Araguaia, localizado próximo às cidades de Xambioá, no norte de Goiás, São Geraldo do Araguaia e Marabá, no Pará.
Com as atividades entre os últimos anos da década de 1960 e os primeiros anos da década de 1970, foi combatida a partir de 1972 pelas Forças Armadas na divisa dos estados de Maranhão, Goiás e Pará. Em 1973 e 1974, aconteceram as operações finais, ao mesmo tempo que a maior parte dos guerrilheiros foi morta em combate ou executada após a prisão feita por militares. Aproxima-se de oitenta o número de guerrilheiros que atuavam no movimento, mas menos de vinte sobreviveram e a principal parcela de atuantes no movimento era de estudantes universitários e profissionais liberais, e mais de cinquenta deles ainda são considerados desaparecidos políticos até hoje.

## Morte
No dia 25 de dezembro de 1973, Pedro Alexandrino de Oliveira Filho, acompanhado por Áurea Eliza Pereira, estava próximo do acampamento da Comissão Militar da guerrilha, quando encontraram outros guerrilheiros (Vandick Reidner Pereira Coqueiro e Dinaelza Santana Coqueiro) e Áurea Eliza Pereira relatou ter escutado helicópteros e tiros próximos a localização do acampamento. De lá, o grupo optou por se afastar do local, que anos depois ficou conhecido como o “Chafurdo de Natal”.
De acordo com o relatório do Ministério da Marinha, encaminhado ao ex-ministro da Justiça Maurício José Corrêa em 1993, “Perí” foi morto em 4 de agosto de 1974. A mesma data é mencionada no Relatório do CIE, que o declara como um dos participantes da Guerrilha do Araguaia. Já na certidão de óbito exposta no processo da Comissão Especial sobre Mortos e Desaparecidos Políticos (CEMDP) diz que a data da morte de Pedro Alexandrino de Oliveira Filho é 10 me março de 1974.
Na reportagem da revista Época, publicada em março de 2004, ex-soldados relataram que Pedro Alexandrino de Oliveira Filho foi enterrado na base militar de Xambioá, em Tocantins. Os ex-soldados são Raimundo Pereira, josean Soares, Antônio Fonseca e Elias Oliveira. 
Em 4 de março de 2004, o jornal O Estado de S. Paulo publicou mais informações sobre a morte de Pedro Alexandrino: 
"Dois corpos crivados de balas foram despejados na pista. Sem camisa, vestiam bermudas jeans desfiadas, presas com cintos de couro. Um deles estava descalço, o outro usava tênis Topa Tudo. Foram chutados pelos militares. Um soldado pegou o facão e abriu um buraco no peito de um dos mortos. “Tem gordura aí?”, zombou. O cadáver com o peito aberto a facão era do guerrilheiro Peri, de 27 anos, disfarce do bancário Pedro Alexandrino de Oliveira Filho. O outro era de Batista, um dos poucos camponeses que os membros do PC do B conseguiram cooptar para a luta. Os dois foram mortos juntos. Batista, conforme relatos de agricultores da região, foi preso com a guerrilheira Áurea Eliza Pereira Valadão perto da casa de uma camponesa amiga. O soldado Antônio Fonseca e um colega foram escalados para sepultar os corpos numa cova dentro da base. "Eles já estavam duros", conta. Fonseca pegou Peri pelos cabelos, levantou-o e jogou-o nas costas. O colega fez o mesmo com Batista. Ambos foram largados no mesmo buraco, um por cima do outro. Para cobrir os corpos foi usado um pano com listras vermelhas e brancas. Um camponês que estava preso na base encheu a cova de terra".
No livro “Mata! O major Curió e as guerrilhas no Araguaia”, escrito pelo jornalista Leonencio Nossa e lançado em 2012, resultado de 10 anos de pesquisas em arquivos público e particulares, entre eles o arquivo pessoal do major Sebastião Rodrigues de Moura, conhecido também como Curió, que participou da repressão da ditadura militar à guerrilha, é apresentado o momento que Pedro Alexandrino de Oliveira Filho é assassinado:
“Pedro Alexandrino, o Peri, perdera os reflexos, cambaleava na mata próxima de São Geraldo. A garrucha não funcionava mais. Paraquedistas o encontraram na selva. O guerrilheiro mineiro foi executado com tiro na cabeça. O tenente-coronel Léo Frederico Cinelli, que tudo anotava naqueles dias finais de combate, nada publicou sobre a morte do jovem de 27 anos, companheiro de Tuca”
Diana Piló de Oliveira, mãe de Pedro Alexandrino de Oliveira Filho, e Carmen Navarro Rivas, mãe de Hélio Luiz Navarro de Magalhães (guerrilheiro desaparecido em março de 1974), através de uma carta conjunta, pediram à CEMDP informações que esclarecessem a incógnita do desaparecimento de seus filhos, caso ainda estivessem vivos, se mortos, o paradeiro de seus restos mortais.